# 山下莉奈
山下 莉奈（やました りな、1988年2月24日 - ）は、日本の元議員秘書、元グラビアアイドルである。旧芸名は莉奈。千葉県船橋市出身。日本大学芸術学部卒業。サイバーキャスティング所属。
兄はNEWSの元メンバーで歌手、俳優の山下智久。

## 略歴
2005年に第1回ミス週プレの準グランプリを受賞。受賞以降、莉奈（りな）の名前でエイベックスマネジメントに所属し芸能活動を行う。事務所関係者によると、山下智久の妹であることをアピールすればゴールデンタイムの仕事も取れたが、本人が固辞しており大きな仕事はなかったという。2010年に日大芸術学部を卒業。就職活動ではアナウンサーを目指し複数のテレビ局を受けたが全て落ちてしまった。この際兄の山下智久に「兄の力で何とかならないか」と相談し厳しい叱責を受けたという。

### 政界での活動
2010年に新党改革の鳩山邦夫の秘書となり、7月の参院選で長男の鳩山太郎の選挙活動に参加し美人秘書として話題となった。2010年7月31日をもって鳩山邦夫の事務所を退所。鳩山事務所の関係者によると辞めたのは本人の意思であるとしている。その後ブロガーとして活動したのち、10月に民主党の小林興起の事務所で働き始めた。2011年1月12日、山下莉奈はブログで「今日、クビになりました」と報告した。退所の原因について、山下側は「小林事務所ではマスコミに対応できないと事務所側からクビにされた」、事務所側は山下側の意思であるとしており食い違いがみられる。その後はアメブロの公式ブロガーとして活動している。

## 人物
- 趣味はネイルアート、雑誌を読むこと。特技はスノーボード[8][9]。将来の夢はハワイかタイにプール付き豪邸を建てること[9]。